# Jocelyn Bonnerave
 (décembre 2012).
Jocelyn Bonnerave, né en 1977 à Reims, est un écrivain et performeur français. 
Son travail littéraire s’articule très souvent avec des pratiques musicales, théâtrales et plastiques.

## Biographie
Jocelyn Bonnerave vit actuellement dans la région de Brest. Ancien élève de l’ENS de Lyon, agrégé de Lettres Modernes et Docteur en anthropologie à l’EHESS, il a consacré sa thèse de doctorat à l’anthropologie du spectacle vivant, plus spécifiquement à l'improvisation musicale. 
C'est autour des musiciens suivants qu'il a mené son travail : Bernard Lubat, Fred Frith, Joëlle Léandre et l'orchestre national de Jazz dirigé par Claude Barthélemy. Cette étude a eu une profonde influence sur son travail scénique mais aussi sur sa recherche littéraire marquée par l'oralité, le rythme et l'effet de spontanéité. En outre, l’observation de terrain l’a notamment conduit en Californie durant l’année 2004, un séjour qui a nourri la trame narrative de son premier roman Nouveaux Indiens. 

## Publications
Il a remporté le prix du jeune écrivain en 2000 avec Rom, nouvelle est éditée au Mercure de France. 
- Nouveaux Indiens paru au Seuil en août 2009, dans la collection Fiction et Cie, a obtenu le prix du premier roman 2009 [2]

A., le héros et narrateur de Nouveaux Indiens, est un jeune anthropologue français qui rejoint pour quelques mois le campus de Mills College, à Oakland, en Californie dans le but de mener des recherches sur l'improvisation musicale. Son enquête change de terrain lorsque, sur fond de campagne présidentielle Bush-Kerry, il est intrigué par la mort de Mary, une danseuse devenue anorexique à la suite de son séjour chez les indiens Guayaki. Ce premier roman travaille les codes, ceux du récit de voyage mais également ceux du roman policier en créant un jeu sur la vitesse. Aux passages lents et laconiques d'observation et d'enquête viennent contraster ceux qui s'affolent et qui donnent à la langue la rapidité et la richesse de la poésie sonore. La structuration en courts chapitres répond à l'enjeu de mise en voix présent dans l'écriture même du roman.
- L'Homme bambou, deuxième roman de l'auteur, est paru en janvier 2013 aux éditions du Seuil, dans la collection Fiction et Cie[3].

Le bambou, fil conducteur entre les deux romans, vient à pousser sur le corps de A devenu jardinier. Cette métamorphose conduit le narrateur et Maïa, sa compagne impétueuse, dans une cavale d'un an et demi à travers la France et l'Europe : le monstre est tour à tour objet de foire et d'expérimentations. La langue du roman se métamorphose elle aussi, elle se végétalise en quelque sorte : des blanc apparaissent dans le flux poétique, donnant déjà de l'espace à la performance musicale.
- Ce travail littéraire est solidaire d'une réflexion théorique et critique continue, qui s'inscrit dans des revues spécialisées de sciences humaines (L'Homme), de littérature (Cahier critique de poésie du Cipm) ou d'art (Initiales).

## Performances

### Lecture-concert
Jocelyn Bonnerave collabore régulièrement avec des musiciens pour des lectures-performances semi-improvisées : Olivier Lété, Manu Scarpa, Yoann Scheidt, David Soubis. Il s'est produit entre autres à Bron (Fête du livre), Lagrasse, Lucinges (Bibliothèque Michel Butor), Paris (Atelier du Plateau), Porto (ESMAE), Nantes (festival Atlantide et festival Aux heures d'été), en Franche-Comté (Les Petites fugues).

### Musique
De 2012 à 2014, Jocelyn Bonnerave tient les guitares dans le trio de pop expérimentale Loa Frida.

## Enseignement
Jocelyn Bonnerave enseigne régulièrement des contenus théoriques et/ou des pratiques artistiques au sein d'institutions variées :

### Universités
De 2003 à 2009 : travaux dirigés de sciences sociales à l'Université Paris V-Sorbonne. Conférences et actes de colloques à Paris, Berkeley, Marseille, Rennes...

### Écoles d'art
De 2010 à 2012 : atelier d'écriture-performance mensuel à la Haute École des Arts du Rhin - Strasbourg.
Workshops réguliers depuis :  Isba de Besançon, Fabrique des Arts de Carcassonne, Quai de Mulhouse, Isdat de Toulouse... Le travail porte sur l'articulation des textes produits et de leur vocalisation, de leur incarnation sous des formes diverses, empruntant à la lecture, à la conférence, au concert... 

### Sciences po
La jonction écriture-oralité conduit également Jocelyn Bonnerave à donner des ateliers plus spécifiquement tournés vers la rhétorique et l'éloquence à Sciences po Paris. Il a également contribué à la formation SPEAP sur l'invitation de Frédérique Aït-Touati.

### L'école de littérature de Lagrasse
De 2011 à 2016 : interventions mensuelles, de janvier à juillet, à l'école de littérature de Lagrasse, abritée par la Maison du Banquet et des Générations. Ce cycle intitulé "En lisant en écrivant" reprend la formule et l'idée de Julien Gracq, selon lequel l'acte d'écriture est totalement solidaire de celui de la lecture. Jocelyn Bonnerave propose donc une interprétation générale de livres pour lui marquants dans la littérature classique ou contemporaine (de L'Odyssée à La tache de Philip Roth, en passant par Mrs Dalloway de Woolf, Fairy queen de Cadiot, Le dernier monde de Minard...), mais aussi des analyses de détail destinées à pointer les techniques littéraires propres à leurs auteurs. Cet ensemble est réinvesti par les participants dans leurs propres pratiques d'écriture. Le programme de lecture est orienté par des thèmes : les rapports entre littérature américaine et littérature française, la question d'une spécificité méditerranéenne dans l'écriture de fiction, ou les points de jonction entre discours littéraire et discours scientifique (Denis Diderot ou Richard Powers).

### Ecole Nationale d'Ingénieur de Brest
Depuis 2016, Jocelyn Bonnerave enseigne les Sciences Humaines de l'Ingénieur à l'ENIB.

## Résidences d'écritures
Il a été à de nombreuses reprises l'artiste invité dans le cadre de résidences.
- Il a débuté l’écriture de son second roman L’Homme Bambou en décembre 2009 dans le Gers à la « Maison des écritures » de Lombez. Cette résidence a été soutenue par le CNL.
- Le Muséum national d'histoire naturelle, soutenu par la région Île-de-France, l'a accueilli de janvier à février 2011. Cette structure lui a permis de nourrir son deuxième roman, tant pour la recherche documentaire qu’il a approfondie à ce moment-là qu’en tant que lieu inspirant puisque s’y déroule la fin de L’Homme Bambou. Pendant la résidence, il a écrit des brèves que l'on retrouve sur le site de la revue de littérature[5].
- Il a débuté l’écriture de son troisième roman à Taninges, dans la chartreuse de Mélan (Haute-Savoie) de mars à juin 2012. Cette résidence a pu avoir lieu grâce à la fondation FACIM[6].
- L'Abbaye de Lagrasse l'a accueilli en résidence en 2013.